# Chlorops stigmaticalis
Chlorops stigmaticalis är en tvåvingeart som beskrevs av Becker 1912. Chlorops stigmaticalis ingår i släktet Chlorops och familjen fritflugor. Inga underarter finns listade i Catalogue of Life.